# Durch!
Durch! war eine Literarische Gruppe, in der sich in den 1880er Jahren deutsche Schriftsteller des Naturalismus versammelten. Die Gruppe trat für eine Modernisierung der Literatur und für eine unverfälschte Darstellung der sozialen Realität ein.

## Geschichte
Die Gruppe wurde 1886 von dem Literaturkritiker Leo Berg, dem Literaturwissenschaftler Eugen Wolff und dem Mediziner Konrad Küster gegründet. Ihre wöchentlichen Treffen in einer Berliner Kneipe bestanden aus Vorträgen, Lesungen und Diskussionen.  Ihre Grundsätze fasste die Gruppe in zehn Thesen zusammen, die im Magazin für die Litteratur des In- und Auslandes am 18. Dezember 1886 veröffentlicht wurden.
1889 zerfiel die Gruppe aufgrund programmatischer Differenzen.
Zu dem Kreis der Teilnehmer gehörten z. B. Karl Bleibtreu, Wilhelm Bölsche, Richard Dehmel, Max Halbe, Heinrich und Julius Hart, Otto Erich Hartleben, Gerhart Hauptmann, Arno Holz, John Henry Mackay, Johannes Schlaf,  Bruno Wille und Ernst von Wolzogen.